# 胡季犛
胡季犛（越南语：／?，1336年—？），本名黎季犛，即位后改名胡一元，字理元，越南胡朝开国皇帝。年号聖元，史稱胡先主。
他本是陳朝的一位權臣和外戚，1400年篡奪了皇位，改國號為大虞。不久讓位給次子胡漢蒼，以太上皇的身份仍掌朝政。1407年胡朝在同明朝的戰爭中滅亡，他同親屬一同被俘虜，被明軍執送京師應天府。
胡季犛也是一位儒學學者和詩人，他對越南的民族文字喃字的發展起著重要貢獻。

## 出身
根據《大越史記全書》的記載，胡季犛祖先名叫胡兴逸，中國浙江人，在五代十國後漢時期前來安南，鎮守演州。此後家居演州的泡突鄉，成為當地的寨主。到了李朝的時候，娶月的公主，生下了月端公主。胡興逸的十二代孫胡廉遷居清化的大吏鄉，做了宣尉黎训义子，從此改姓黎。胡季犛是胡廉的第四世孫，也就是胡興逸的第十六世孫。
胡季犛家族顯貴，陈明宗的兩位皇后明慈皇后和惇慈皇后都是胡季犛的姑母。明慈皇后生陈艺宗，惇慈皇后生陈睿宗。陳睿宗的嘉慈皇后黎氏是胡季犛從妹，生陳廢帝。

## 陳朝權臣

### 陳藝宗的重用
在陳裕宗在位期間，胡季犛的官職僅僅只是祗候四局正掌，但1371年陈艺宗即位後，因為外戚的緣故，尤为重用胡季犛，立即將他昇為樞密院大使，使得胡季犛得以掌握陈朝大权。藝宗妹妹徽寧公主的丈夫陳仁榮被楊日禮殺害，藝宗將其改嫁給了胡季犛。同年胡季犛被派往乂安安撫邊境，因功封忠宣國上侯。
次年陳藝宗禪位給弟弟陳睿宗，胡季犛仍受重用。1375年，陳睿宗準備討伐占城，讓胡季犛參謀軍事，遴選各地精通武術或者兵法的官員擔任將軍。1376年，上皇陳藝宗與皇帝陳睿宗親自討伐占城，胡季犛負責押送糧草，次年陳睿宗被占城擊斃。統帥後軍的杜子平領兵不救自行逃歸；押運糧草的胡季犛在軍中得知其死訊，也先自逃歸。事後杜子平被追究責任，廢為庶人；但胡季犛卻因被上皇重用而免於問罪，依然官居原職。

### 漸奪政權
陳睿宗死後，其子陳廢帝嗣位。1379年，胡季犛開始兼任小司空。胡季犛推薦其結義兄弟阮多方為將軍，又推薦自己的黨羽范巨論為權都事，在朝中豎立自己的黨羽，逐漸掌握陳朝的大權。
而胡季犛本人也确有才干，在对占婆战争和治国上均展现其才。1380年，占城國王制蓬峨引誘新平、順化的盜賊襲擊乂安和演州，占城繼其後攻打清化等地。胡季犛領水軍、杜子平領步軍前往防禦，在虞江（今清化）相持。胡季犛率水軍出戰。神武軍將金鰲畏懼占軍，退縮不前，胡季犛殺之，諸軍鼓噪而前，擊敗了制蓬峨。這是陳朝第一次擊敗制蓬峨軍，胡季犛的威望大大地提高。戰後杜子平托以疾病的原因被免職，胡季犛獨掌軍權。從此阮多方與胡季犛關係開始惡化，阮多方經常在上皇面前讒毀胡季犛。
此後，胡季犛又於1382年、1383年再次征討占城。1387年受封同平章事，獲上皇賜劍一把、旗一隻。旗上寫著「文武全才，君臣同德」八個字。胡季犛作喃字詩向上皇謝恩。其弟胡季貔則被任命為判首知左右班事。這引起了陳廢帝的猜忌，陳廢帝與太尉陳𩖃合謀欲除之。王汝舟之子汝梅是陳廢帝的侍學，得知此謀後告知了胡季犛。阮多方勸胡季犛出逃大吏山避難，但胡季犛採納了范巨論的建議，決定向上皇陳藝宗進讒。胡季犛密奏陳藝宗，稱：「臣聞里諺言：『未見賣子而養侄，惟見賣侄而養子。』」陳藝宗當即知道了其寓意，深以為然。不久陳藝宗誘廢帝至自己的宮殿，囚之於資福寺，廢為靈德大王。藝宗改立自己的兒子順宗繼位，而順宗正是胡季犛的女婿。圖謀剷除胡季犛的舊府軍將督鐵鐮軍阮快、阮雲兒、管鐵甲軍阮訶、黎勒、管鐵槍軍阮八索以及廢帝親近的太學生劉常都被誅殺。不久廢帝在太陽府被縊殺，胡季犛使其弟季貔將其秘密葬於大排山中。
陳廢帝死後，胡季犛的權勢更加膨脹。1389年，范巨論成為簽書樞密院事，將黨羽范泛、王可遵、楊章、韓子西、阮崇、阮書、阮景真、杜子滿等人安插到了朝中。然而就在胡季犛權勢日熾的時候，占城軍隊再次入侵清化，胡季犛與阮多方率軍防禦，但戰敗。班師回朝之後，胡季犛向陳藝宗請罪，獲得了赦免；此後又誣稱是由於聽信阮多方而導致戰敗，藝宗遂將阮多方賜死。1390年，占城國王制蓬峨陣亡，占城對陳朝的威脅開始逐漸解除。
在解除了占城的威脅之後，胡季犛開始剷除異己，為日後的篡位鋪平道路。太尉陳𩖃是陳藝宗的兒子，封莊定大王。在陳廢帝被廢黜之後，陳藝宗本打算立其為帝。但由於陳𩖃與胡季犛不和，胡季犛向藝宗進讒導致其未能繼位。此後胡季犛又多次向藝宗說陳𩖃的壞話，使陳𩖃被疏遠。1391年，陳𩖃受到胡季犛的打壓，出逃南定。陳藝宗得知後，派寧衛軍將阮仁烈追及，要求他回京。但阮仁烈是胡季犛的黨羽，胡季犛密令他在途中將陳𩖃打死，回奏稱被暴徒所殺。當上皇問罪之時，胡季犛又嫁禍於阮仁烈，逼其自殺。隨後又殺死了反對自己的宗室陳日章，讓范巨論知樞密院事，黎景琦（原名黎仁統）入政府為行遣。
此時陳藝宗方才察覺到了胡季犛的權勢太大，對陳朝的皇位構成了威脅。但此時胡季犛的權勢已經淩駕於藝宗之上，藝宗根本無法制之。為了防止胡季犛將來篡奪皇位，藝宗命畫工畫了四輔圖。該圖描繪了中國歷史上周公輔佐周成王、霍光輔佐漢昭帝、諸葛亮輔佐蜀後主，以及越南歷史上蘇憲誠輔佐李高宗的故事。藝宗將其賜予胡季犛，要求他忠誠地輔佐陳朝皇帝。不久又召胡季犛入宮，從容地對胡季犛說：“平章亲族，国家事务一以委之，今国势衰弱，朕方老耄，即世之后，官家可辅则辅之，庸暗则自取之。”胡季犛聽到此話後立即免冠叩头谢恩，同時指天地誓曰：“臣不能尽忠戮力官家，传之后裔，天其厌之。”

### 篡位的準備
同年藝宗就逝世了。陈艺宗死后胡季犛篡位之心日盛，胡季犛又殺死了反對自己的宗室撫軍司陳元淵等人，將陳元淵的陳姓改為枚。陳順宗年幼不懂事，胡季犛擔任了輔政太師、平章軍國重事之職，封宣忠衛國大王，帶金麟符，入居省臺之右。胡季犛親自擔任陳順宗的教師，將《尚書·無逸篇》譯為喃字，教授陳順宗。頒佈政令時自稱輔政該教皇帝。1397年胡季犛不顧群臣和僚屬的反對，派遣吏部尚書兼太史令杜省前往自己的根據地清化府安孫洞建造西都城。同年效仿曹操遷到許都的先例，將都城自昇龍遷到了此處，遷百姓以實其地。次年又脅迫順宗禪位於陳少帝，逼順宗入淡水村玉清觀成為道士，尊之為太上元君皇帝。不久胡季犛作詩逼順宗自盡，但順宗不從，遂遣車騎將軍范可永將他縊死。
陳少帝即位時年僅3歲，為胡季犛的女兒聖偶所生，此時胡季犛篡奪皇位的企圖已經非常明顯了。太保陳元沆、柱國陳日暾、上將軍陳渴真、車騎將軍范可永等人欲殺胡季犛，事泄，連同家屬共三百七十餘口男丁全部被殺，女人沒為官婢。他們家中凡一歲以上的男丁，或是被活埋，或是被溺死。此時有一些強盜打著支持陳朝皇室的旗幟四處擄掠，為了徹底剷除忠於陳朝皇室之人，胡季犛派人四處搜捕陳朝皇室的支持者，使得人心惶惶，引起了百姓的不滿。
此後胡季犛自稱國祖章皇，穿黃色的龍袍，住在仁壽宮裡，出入使用皇帝的車仗。其次子胡漢蒼稱攝太傅，住在皇元殿之右；長子胡元澄也受封為司徒。但是畏於陳朝皇室支持者的反對，胡季犛在發佈詔令的時候自稱予而不敢稱朕。

## 建立胡朝

### 自立为帝與禪位其子
1400年，在胡季犛的安排下，群臣聯名上表建議胡季犛稱帝。胡季犛最初假裝推辭，後來接受了群臣的建議，废陈少帝自立，年号聖元。陳朝自從滅亡。季犛恢复祖先的胡姓，因胡氏得姓于有虞氏的後裔胡公滿，遂立国号为大虞。
胡季犛雖然篡奪了皇位，但遭到了陳朝遺臣的一致反對。在強大的壓力下，胡季犛不得不在同年底传位子胡汉苍（由陳朝宗室徽寧公主所生），自己則以太上皇的身份掌握实权。

### 胡季犛改革
陳朝自從陳裕宗繼位以後不理國事，朝政綱紀逐漸敗壞，國勢大衰；奴隸、平民和貴族之間的矛盾激化，民變此起彼伏。自從胡季犛被陳藝宗重用以後，颇想解决陈朝末年的残局，開始实施了一系列改革。這些改革直到1407年胡朝滅亡時才停止。
- 強制流通紙幣：為了增強朝廷對經濟的控制，胡季犛在1396年強制發行一種名叫通寶會鈔的紙幣以兌換民間的銅幣，通寶會鈔是越南歷史上發行的第一個紙幣，共分十文、三十文、一陌錢、二陌錢、三陌錢、五陌錢、一貫的面值。胡季犛下令所有百姓必須以一貫銅錢兌換一貫二紙幣的匯率兌換銅錢。同時規定民間偽造紙幣者斬首；民間藏匿銅幣不兌換者斬首，並沒收土地和財產。[19][20]

- 商業政策：胡季犛在商業上也進行了改革。1403年，胡季犛下令統一全國的度量衡；同時在全國各市場設立市監，嚴密監視商人的不法行為；統一規定外國商船的商業稅。
- 開闢交通線：胡季犛掌權之後，從1375年開始，在全國各地開闢運河和建設官道，並在沿途設置了一些驛站。[21]

- 收土地為國有，限制土地掠奪：在陳朝時期，陳朝皇帝將大量的土地分封給宗室和親信。這些貴族大量招募和收買家奴，掠奪性地開墾荒地、建立莊園。[22]胡季犛執政後，於1397年下令沒收這些王公貴族的土地，任何人的土地不得超過十畝，違者將多餘的田地充公。只有受封大王或長公主的人才能無限制地擁有土地。[23][24]次年又下令各路、府、州、縣官設立勘丈機構。擁有土地的人都要到該機構登記土地的數目，將自己的名字寫在一塊板上，插在田裡。沒有登記資料的田沒收為公田。[25][4]

- 限制豢養家奴：當時陳朝的法律規定，宗室和相國有權豢養家奴千人。這些家奴大多都受到了歧視，從事艱苦地勞動。陳朝的法律規定：家奴沒有控告主人的權利，奴婢禁止與平民結婚。[26]到了陳朝末年，王侯的家奴臉上刺著「宮中客」三字，皇帝的家奴臉上刻著「座上奴」三字。[26]家奴不堪重負，紛紛揭竿而起，嚴重威脅到了朝廷的統治。因此胡季犛在1401年修改了相關法律，規定除了極少數高官可以豢養少數家奴之外，禁止其他人豢養家奴。[27][28]

- 稅收制度：陳朝時期的時候，每丁人口不管擁有土地的多少都要繳納同樣重的稅收。1402年，胡季犛改革了稅收制度，下令減免稅收，並且按照百姓擁有土地的多少來繳納稅收。[29][30]

- 重組地方行政機構：胡季犛在1397年將一些邊遠地區的路改為鎮。例如清化鎮改為清都鎮、國威鎮改為廣威鎮、沱江路改為天興鎮、演州路改為望江鎮等等。同時派遣武官統治這些邊遠的鎮。這在一定程度上加強了對邊陲的統治。同時將反對改革的地方官撤換，要求各地必須將轄下記載田地和審理案件的冊子定期呈報朝廷。[31]對於從占城奪取的地區，胡季犛鼓勵甚至強迫有錢卻沒有土地的人攜家眷前去南方墾荒。但這些人不願背井離鄉前去墾荒，對朝廷十分不滿。[32][33]

- 軍事改革：陳朝末年，皇帝貪於酒色，武備廢弛。1375年起，胡季犛開始進行一系列軍事改革，在宿衛軍中增設軍隊，遴選武術出眾的人進入軍中。[34]1401年，胡季犛規定只要兩歲以上的男丁都必須向官府登記，凡是十五歲到六十歲之間的男丁必須服兵役，逃兵都要處以極刑。[35]同時為了防禦來自北方明朝的威脅，胡季犛大量徵調民工修建戰船、製造火銃和彈藥，並在北方要塞修築了不少防禦工事。百姓不堪重負，因此對朝廷不滿。[36]

- 教育和科舉考試改革：為了適應日益繁榮的商業，1396年，胡季犛在科舉考試中增加了算術考試。胡季犛還去除了科舉考試中大量背誦記憶的內容，用討論政治的策文代替。[37][20]

- 服飾改革：胡季犛還於1396年模仿中國的官制，對官員的等級進行更為詳細的區分，對一至九品官員的官服顏色進行明確的區分，無官銜者則穿白色官服。[38][20]

由於胡季犛的土地政策和家奴政策觸犯了大多數貴族的利益，而科舉和教育的改革又觸犯了眾多讀書人的利益，胡季犛的改革遭到陈朝遗老以及儒者的一致抵制，這些人一直試圖推翻胡季犛的統治。胡季犛不得不使用高壓政策全國搜捕反對者，弄得人心惶惶。如此一来下层民众又享受不到改革的成果。且胡季犛在全國大規模徵兵和建造軍事設施又增加了百姓的負擔，導致举国上下都对胡氏不满，胡朝統治者陷入了孤立的状态。

## 內憂外患
就在越南陳朝發生一系列天災民變和外敵入侵的時候，北方的明朝逐漸崛起，明太祖朱元璋推翻了元朝，平定了各地民變勢力，明朝成為了中國新的王朝。最初陳朝與明朝的關係比較和好，但自從楊日禮之亂之後，由於明朝對安南政局的不瞭解，把陳藝宗誤當作了亂臣賊子，此時雙方關係開始疏遠。而從1377年開始，由於明朝廣西思明府土官與安南的邊境衝突，更使雙方關係惡化。1388年陳廢帝（《明史》稱之為陳日煒）被胡季犛殺害，胡季犛擁立陳順宗繼位，但仍以陳廢帝的名義向明朝進貢。當時明朝並不知道此事，數年後方才知曉，下令廣西守臣禁止其入貢。雖然胡季犛在1394年使用外交手段令明朝勉強接受了朝貢，但雙方關係依然緊張。思明土官黃廣成要求明朝朝廷討伐安南，但被明廷拒絕了。
1400年，胡季犛篡奪皇位，改國號為大虞。但胡季犛遭到了眾多陳朝遺臣的強烈反對，不久不得不傳位給了有陳朝皇室血統的次子胡漢蒼，自稱太上皇。為了得到陳朝遺臣的支持，胡漢蒼於1403年在清化創立胡朝太廟時，特意分為東西兩部分，東太廟祭祀胡氏祖宗，西太廟祭祀外祖父家的陳明宗和陳藝宗，但收效甚微。同時擔憂北方明朝趁機前來進攻，修築了眾多防禦工事並大舉徵兵、造船、製造槍彈。
1403年明朝發生靖難之變之後，胡漢蒼向篡奪皇位的明成祖上表，聲稱陳朝皇室絕滅，自己以外甥的身份被群臣推戴為皇帝，請求冊封。明成祖遣使前往安南調查之後，冊封胡漢蒼為安南國王。

## 明朝的進攻、胡朝的滅亡
但是，不少陳朝的遺臣遭到胡季犛的殺害，倖免於難的遺臣逃到了明朝境內請求明廷出兵征討篡位的胡季犛，恢復陳朝社稷。1404年，有一位名叫陳添平的人也逃入明朝境內，自稱是陳朝宗室，請求明朝出兵安南，協助自己恢復陳朝。胡季犛最終被迫將邊境有爭議的領土交給明朝。
1406年，明成祖派遣都督黃中護送陳添平歸國即位。胡季犛得知此事後，派遣胡元澄埋伏於支棱關擊敗了明軍，俘虜了陳添平。經過審訊，得知此人的真實名字叫阮康，乃是陳朝宗室陳元輝的家奴，曾參加民變，失敗後逃奔哀牢（寮國），後經哀牢逃入明朝境內。胡季犛下令將其淩遲處死。
陳添平的死引起了明成祖的震怒。同年9月，下令派遣成國公朱能為佩征夷將軍之印，西平侯沐晟為左副將、新成侯張輔為右副將，豐城侯李彬為左參將、雲陽伯陳旭右參將，領兵八十萬征討安南。胡季犛組織軍隊抵抗，但將軍和大臣們大多對胡氏的統治不滿，紛紛投降。多邦城的失陷和鹹子關的慘敗使胡朝軍隊完全失去了戰鬥力，1407年明朝吞併了安南，滅亡了胡朝。胡季犛父子被俘，同眾多胡朝的文臣武將一起被押送明朝的首都金陵（今江蘇省南京市）。

## 下落之謎
胡季犛被解送金陵后的下場眾說紛紜，有被殺和被赦免兩種說法：
－胡季犛、胡漢蒼以及眾多胡朝文臣武將被斩首，其長子胡元澄和孫子胡芮等家屬被赦免。
－胡季犛被明成祖關押入獄，後獲特赦，被发配到广西任地方官，其子孫及將士都無罪釋放。《孤樹褒談》中曾提到胡季犛死後被葬於金陵，後來其子孫將其墓遷於鍾山（今南京紫金山）之傍。但《殊域周咨錄》的作者嚴從簡反對這個觀點。

## 文學

### 文教貢獻
胡季犛精通儒学，但他對程朱理學的一些繁文縟節十分反感。1392年，胡季犛編寫了《明道書》，該書共十四篇。將周公稱為先聖，孔子稱為先師，對《論語》中有四處真實性十分可疑，分別是子見南子 、在陳絕糧、公山佛肸召子欲往。同時胡季犛稱韓愈為盜儒，並對程朱理學進行抨擊，認為他們迂腐，一味地抄襲和剽竊古人的東西。這遭到了當時大多數儒者的非議，但卻受到了太上皇陳藝宗的嘉獎。雖然胡季犛的舉動受到了後世越南封建學者的猛烈抨擊，但現代越南學者認為其有一定進步意義。
胡季犛同时也致力于越南本国文字喃字的推广。喃字雖然在13世紀就已經誕生了，但一直沒有被上層社會接受。胡季犛執政之後大力推廣喃字，甚至下達詔令都使用喃字。1395年，胡季犛擔任陳順宗的師傅的時候，曾經將《尚書》中的《無逸篇》翻譯成喃字，教陳順宗學習。次年又編寫了《國語詩義》並作序，令宮中的女官和後妃學習。由於胡季犛對程朱理學的反感，書中的內容和主張與《朱子集傳》有很大不同。

### 詩文
胡季犛也是越南歷史上一位著名的詩人，他經常通過詩詞曲賦來表達自己內心的想法。
1391年，化州（今順化）的守將潘猛、朱秉珪商討起兵謀害胡季犛，當時在場的人皆閉口不言。鄧悉、黃晦卿秘密告知胡季犛，潘、朱二人皆被殺。御史大夫杜子澄也在場，既不參與討論又不將此事告知胡季犛。因此胡季犛寫了一首詩給杜子澄：
|  | 鳥臺久矣噤無聲，頓使朝庭風憲輕。 借問子澄懦中尉，書生何事負平生？ |

1399年，胡季犛廢陳順宗，將其囚禁於淡水村玉清觀。胡季犛派遣內寢學生阮謹監視他，要求阮謹一定要害死順宗，否則將阮謹殺死。陳順宗問阮謹前來服侍的目的何在，但阮謹不敢說。胡季犛作了一首詩送給陳順宗，逼他自殺：
|  | 前有庸暗君，昏德及靈德。 何不早安排，徒使勞人力？ |

1400年胡季犛篡奪了皇位，但由於遭到陳朝遺臣的一致反對，胡季犛不得不決定將皇位傳給擁有陳朝皇室血統的次子胡漢蒼。但胡季犛擔心庶長子胡元澄不滿，因此借硯來比喻說：「此一卷奇石，有時為雲為雨，以潤生民」，並要求元澄對答，以觀其志。胡元澄便回對：「這三寸小松，他日作棟作梁，以扶社稷。」胡季犛這便明白到元澄並無不滿，於是決定立胡漢蒼為太子。胡季犛還十分在意元澄和漢蒼的關係，曾寫詩告戒他們：
|  | 天也覆，地也載， 兄弟二人如何不相愛？ 嗚呼哀哉兮歌慷慨！ |

1404年，明朝派遣李錡出使安南。李錡自恃是大國的使臣，傲慢無禮，因此胡季犛作詩：
|  | 欲問安南事，安南風俗淳。 衣冠唐制度，禮樂漢君臣。 玉瓮開新酒，金刀斫細鱗。 年年二三月，桃李一般春。 |

1405年，胡季犛任命阮彥光為宣撫使兼新寧鎮制置使，並作詩賜給他：
|  | 邊郡承宣資壯志，雄藩節制有徽猷。 勤勞勿謂無知者，四目原非蔽冕旒。 |

## 評價
- 傳統的越史學者認為胡季犛弒君的行為是“大逆不道”，是不守忠義的行為。認為他的死是亂臣賊子的“報應”。[58]傳統的越南史書皆不承認胡季犛的正統性，例如《大越史記全書》將胡季犛和胡漢蒼在位期間的事蹟附在了《陳紀·陳少帝本紀》之後以及《後陳紀·簡定帝本紀》的開頭。
- 越南歷史學家陳仲金認為胡季犛有經世之才，比起陳末諸君，可以算是明君。若非篡奪陳朝皇位，其本人可以流芳百世。可惜後來因為貪心起了篡位之念，導致了人心背叛，明朝才有機會攻取安南。[59]
- 越共學者認為胡季犛是越南歷史上的一位偉大的改革家和有才能的政治家，[53]屬於封建階級中的改良派人物，其改革具有進步的意義。但由於遭到封建保守勢力的反對，且沒有得到平民百姓的支持，最終導致改革失敗。[39]
- 中國大陸學者郭振鐸、張笑梅認為胡季犛的改革帶有積極性的意義，但階級矛盾使得改革失敗。將胡季犛的失敗歸咎於為階級矛盾爆發的犧牲者。[45]

## 家族
- 父：黎國耄（或黎國髦）[1]
- 母：范氏[2]
- 弟：胡季貔（黎季貔）

- 妻：徽寧公主陳氏，陳明宗之女，追封太慈皇后
- 妾：阮氏[60]
  - 庶長子：胡元澄（又名黎元澄、黎澄。阮氏所生[60]）
  - 次子：胡汉苍（又名黎蒼。徽寧公主所生）
  - 子：梁王胡潡[61]
  - 子：新興郡王胡注[61]
  - 女：欽聖皇后胡聖偶（原名黎聖偶。徽寧公主所生。嫁陳順宗，生陳少帝）
  - 假子：胡杜（原姓陳，上位侯陳鑁之子。其母改嫁胡季犛）[62]

### 引用
1. 1 2  《明實錄·太宗實錄》卷三十三:
（永樂二年八月）乙亥，安南陪臣裴伯耆來告急：「……臣竊惟奸臣黎季犛乃故經略使黎國耄之子。」而張廷玉《明史》卷三百二十一《安南列傳》，則作「黎國髦」。
2. 1 2  《大越史記全書》478頁
3. ↑  《大越史記全書·卷首》：季犛以臣弑君，而奪其位，是奸臣之魁也。而史臣乃以先主書之，則分不明矣。
4. 1 2  《大越史記全書》475頁
5. ↑  《大越史記全書》442~443頁
6. ↑  《大越史記全書》448頁
7. 1 2  《大越史記全書》454~455頁
8. 1 2 3  《大越史記全書》462~463頁
9. ↑  《大越史記全書》457頁
10. ↑  《大越史記全書》459頁
11. ↑  《大越史記全書》460~461頁
12. ↑  《大越史記全書》464頁
13. 1 2  《大越史記全書》466~467頁
14. ↑  《大越史記全書》469頁
15. ↑  《大越史記全書》470頁
16. ↑  《大越史記全書》472頁
17. 1 2  《大越史記全書》475頁
18. 1 2 3 4  《大越史記全書》476~477頁
19. ↑  《越南通史》，明崢著，120頁
20. 1 2 3  《大越史記全書》471頁
21. ↑  《越南通史》，明崢著，121頁
22. ↑  《越南通史》，110頁
23. ↑  《越南通史》，明崢著，118頁
24. ↑  《大越史記全書》473頁
25. 1 2  《越南通史》，明崢著，119頁
26. 1 2  《越南通史》，110~111頁
27. ↑  《越南通史》，明崢著，115頁
28. ↑  《大越史記全書》480頁
29. ↑  《越南通史》，明崢著，121~122頁
30. ↑  《大越史記全書》481頁
31. ↑  《大越史記全書》473頁
32. ↑  《越南通史》，明崢著，124頁
33. ↑  《大越史記全書》482頁
34. ↑  《大越史記全書》445頁
35. 1 2  《大越史記全書》467~468頁
36. ↑  《越南通史》，明崢著，126~128頁
37. ↑  《越南通史》，明崢著，129頁
38. ↑  《越南通史》，明崢著，125頁
39. 1 2  《越南通史》123頁
40. ↑  《明史·安南傳》
41. ↑  《大越史記全書》482頁
42. ↑  . www.guoxue123.com.   [2025-01-19].
43. ↑  《越南辑略》清光绪三年 徐延旭
44. ↑  《明實錄·太宗文皇帝實錄》
45. 1 2  《越南通史》 郭振铎 张笑梅主编 中国人民大学出版社 ISBN 7300034020
46. ↑  陳仲金《越南史略》159頁
47. ↑  《欽定越史通鑑綱目·正編卷之十二》
48. ↑  . open-lit.com.   [2025-01-19].
49. ↑  . www.guoxue123.com.   [2025-01-19].
50. ↑  原典見《論語/雍也第六》
51. ↑  原典見《論語/衛靈公第十五》
52. 1 2  原典見《論語/陽貨第十七》
53. 1 2  《越南通史》129~130頁
54. ↑  《越南通史》，明崢著，128頁
55. 1 2  《大越史記全書》470~472頁
56. 1 2  《大越史記全書》485頁
57. ↑  《大越史記全書》487頁
58. ↑  《大越史記全書》496~497頁
59. ↑  陳仲金《越南史略》137頁
60. 1 2  《南翁夢錄》，黎澄著，（收錄於孫毓修《涵芬樓秘笈》第九集），北京圖書館出版社版（舊鈔本），872頁。
61. 1 2  《國榷》
62. ↑  《大越史記全書》459頁

## 外部連結
- （越南文）（中文）.   [2008-06-02]. （原始内容存档于2016-03-12）.